# Hlohovec (Repubblica Ceca)
Hlohovec (in tedesco Bischofswarth) è un comune della Repubblica Ceca facente parte del distretto di Břeclav, in Moravia Meridionale.